# Malmöhus län
Malmöhus län var ett svenskt län som låg i södra, mellersta och nordvästra Skåne med Malmö som residensstad. Länsbokstaven var M. Detta var det enda länet där länsbokstaven stämde överens med initialbokstaven i länets namn. År 1997 bildades tillsammans med Kristianstads län det nya länet Skåne län. Dess areal uppgick vid sammanslagningen till 4 752 km².

## Indelningar

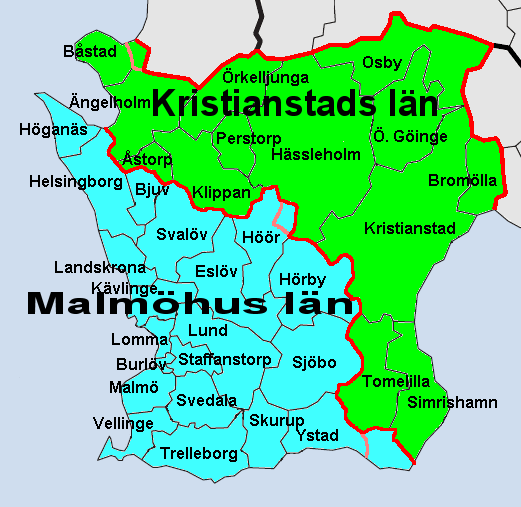
Malmöhus län och Kristianstads län före sammanslagningen 1997. Den röda gränsen är den som gällt sedan 1970-talet, den rosa markerar den gräns som gällde innan. Områden mellan dessa linjer har alltså bytt län. I Höörs respektive Ystads kommun finns områden som tillhört Kristianstads län. I Båstads kommun finns ett mindre område som förr tillhörde Hallands län (och som ingår i landskapet Halland).

### Landskap och stift
Länet omfattade södra och västra delen av Skåne.
Malmöhus slottslän bildades 1526 och omfattade då  Oxie härad, Ingelstads härad och Järrestads härad (till 1595 och från 1602 till 1627) samt Hyby socken i Bara härad.  1540 tillfördes Ljunits härad, Vemmenhögs härad, Herrestads härad, Bara härad och Skytts härad (till 1599 och från 1605). 1602 tillfördes Torna härad. Det kvarstod efter att området från 1658 var en del av Sverige men utan landshövding. År 1669 slogs länet samman med Helsingborgs län och Landskrona län och styrdes därefter av en landshövding. Länet styrdes 1658–1669 och 1676–1719 som en del av Skånska generalguvernementet. I anslutning till guvernementet upphörande 1719 förstärktes länsstyrelserna och 1720 gjorde en reglering av länens omfång där häraderna Bjäre, Södra Åsbo, Norra Åsbo, Järrestad och Ingelstad överfördes från Malmöhus län till Kristianstads län. 
Länets delar tillhörde från 1683 Skånska lagsagan intill denna upplöstes 1849. Åren 1718–1719 var denna lagsaga i detta län ersatt av Malmöhus läns lagsaga, Landskrona läns lagsaga och Ystads läns lagsaga.
Länet ingick i sin helhet i Lunds stift.

### Härader och städer (före 1970)
- Bara härad
- Färs härad
- Frosta härad
- Harjagers härad
- Herrestads härad
- Ljunits härad
- Luggude härad
- Onsjö härad
- Oxie härad
- Rönnebergs härad
- Skytts härad
- Torna härad
- Vemmenhögs härad

Städer med stadsprivilegier som inrättades som stadskommuner när 1862 års kommunalförordningar trädde i kraft var:  Malmö stad, Hälsingborgs stad, Landskrona stad, Lunds stad, Ystads stad, Skanör med Falsterbo stad och 1867 Trelleborgs stad. Köpingarna Eslöv blev stad 1911, Höganäs 1934, men dessa fick då ingen egen jurisdiktion.

### Socknar, fögderier, domsagor, tingslag och tingsrätter
Se respektive härad.

### Kommuner 1952–1971
| Städer (9 st): - Eslövs stad - Hälsingborgs stad - Höganäs stad - Landskrona stad - Lunds stad - Malmö stad - Skanör med Falsterbo stad - Trelleborgs stad - Ystads stad | Köpingar (9 st): - Bjuvs köping - Furulunds köping - Hörby köping - Höörs köping - Kävlinge köping - Lomma köping - Sjöbo köping - Skurups köping - Svedala köping |

Landskommuner (56 st):

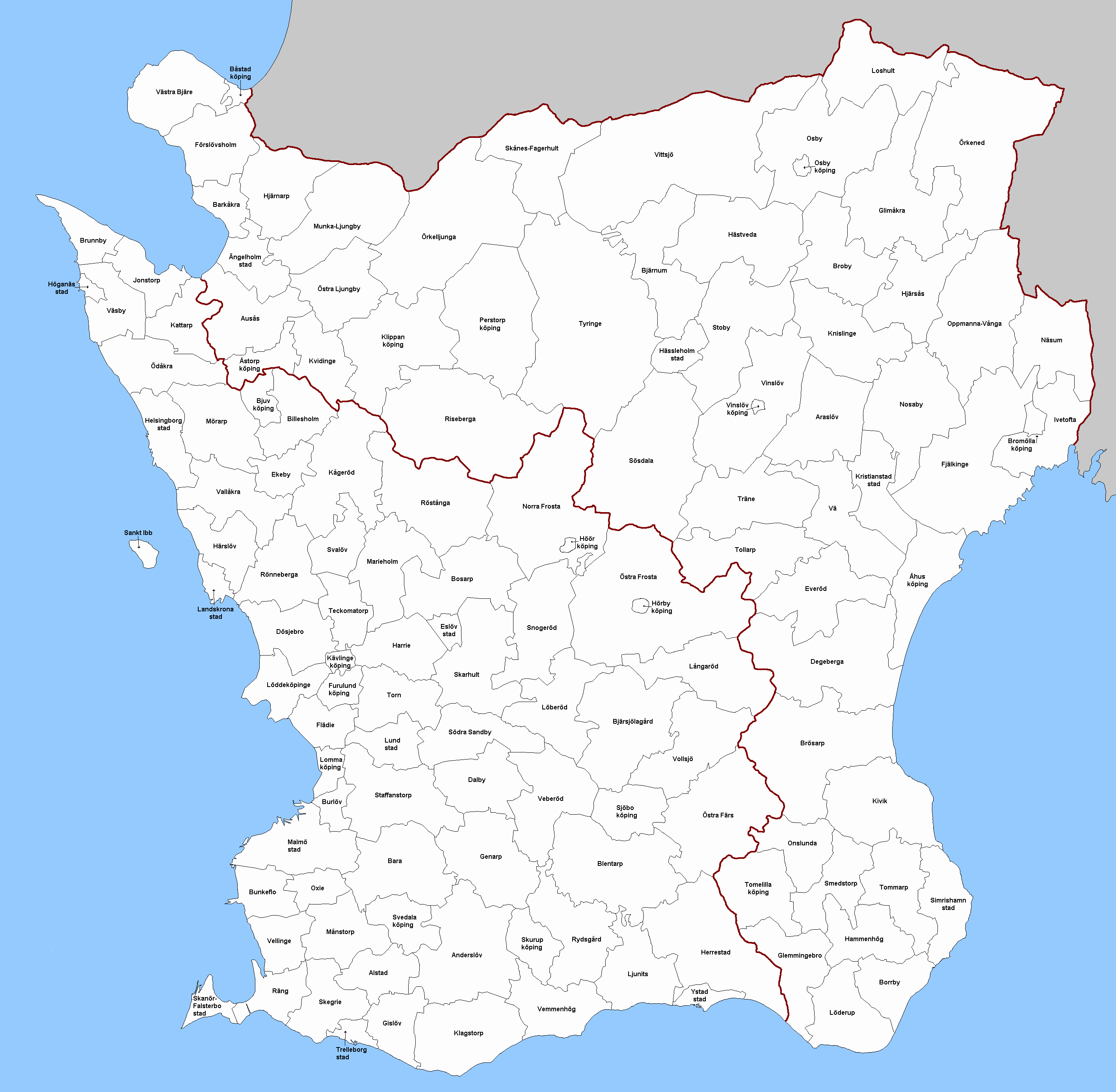
Kommuner år 1952 i dåvarande Malmöhus och Kristianstads län.

| - Alstads landskommun - Anderslövs landskommun - Bara landskommun - Billesholms landskommun - Bjärsjölagårds landskommun - Blentarps landskommun - Bosarps landskommun - Brunnby landskommun - Bunkeflo landskommun - Burlövs landskommun - Dalby landskommun - Dösjebro landskommun - Ekeby landskommun - Flädie landskommun - Genarps landskommun - Gislövs landskommun - Harrie landskommun - Herrestads landskommun - Härslövs landskommun - Jonstorps landskommun | - Kattarps landskommun - Klagstorps landskommun - Kågeröds landskommun - Ljunits landskommun - Långaröds landskommun - Löberöds landskommun - Löddeköpinge landskommun - Marieholms landskommun - Månstorps landskommun - Mörarps landskommun - Norra Frosta landskommun - Oxie landskommun - Rydsgårds landskommun - Rängs landskommun - Rönneberga landskommun - Röstånga landskommun - Sankt Ibbs landskommun - Skarhults landskommun - Skegrie landskommun - Skurups landskommun | - Snogeröds landskommun - Staffanstorps landskommun - Svalövs landskommun - Svedala landskommun - Södra Sandby landskommun - Teckomatorps landskommun - Torns landskommun - Vallåkra landskommun - Veberöds landskommun - Vellinge landskommun - Vemmenhögs landskommun - Vollsjö landskommun - Väsby landskommun - Västra Skrävlinge landskommun (inkorporerad i Malmö stad 1911) - Ödåkra landskommun - Östra Frosta landskommun - Östra Färs landskommun |

### Förändringar 1952–1970
- 1 januari 1955: Simlinge församling ur Klagstorps landskommun uppgick i Gislövs landskommun.
- 1 januari 1959: Sankt Ibbs landskommun uppgick i Landskrona stad.
- 1 januari 1963: Flädie landskommun uppgick i Lomma köping.
- 1 januari 1967: Bosarps landskommun uppgick i Eslövs stad. Väsby landskommun uppgick i Höganäs stad. Dösjebro landskommun upplöstes och Dagstorps församling och Västra Karaby församling uppgick i Kävlinge köping medan Annelövs församling och Saxtorps församling uppgick i Landskrona stad. Torns landskommun uppgick i Lunds stad. Oxie landskommun uppgick i Malmö stad. Alstads landskommun, Gislövs landskommun, Klagstorps landskommun och Skegrie landskommun uppgick i Trelleborgs stad. Anderslövs landskommun upplöstes och Börringe församling uppgick i Svedala köping medan Grönby församling, Gärdslövs församling och Önnarps församling uppgick i Trelleborgs stad.
- 1 januari 1969: Billinge församling ur Röstånga landskommun, Hurva församling ur Snogeröds landskommun samt Remmarlövs församling, Örtofta församling och del av Västra Sallerups församling ur Harrie landskommun uppgick i Eslövs stad. Rönneberga landskommun upplöstes och Asmundtorps församling och Tofta församling uppgick i Landskrona stad medan Billeberga församling och Sireköpinge församling uppgick i Svalövs landskommun. Furulunds köping, Södervidinge församling ur upplösta Teckomatorps landskommun och Stora Harrie församling, Lilla Harrie församling och Virke församling ur upplösta Harrie landskommun uppgick i Kävlinge köping. Långaröds landskommun och Östra Frosta landskommun uppgick i Hörby köping. Snogeröds landskommun upplöstes och Hurva församling uppgick i Eslövs stad medan Bosjöklosters församling och Gudmuntorps församling uppgick i Höörs köping. Tjörnarps församling från Kristianstads län och Norra Frosta landskommun uppgick i Höörs köping. Kågeröds landskommun och de resterande delarna av upplösta Röstånga landskommun och Teckomatorps landskommun uppgick i Svalövs landskommun.

### Kommuner från 1971
Den sista kommunsammanslagningen (Bara kommun uppgick i Svedala kommun) genomfördes den 1 januari 1977 varefter länet utgjordes av följande kommuner:
- Bjuvs kommun
- Burlövs kommun
- Eslövs kommun
- Helsingborgs kommun
- Höganäs kommun
- Hörby kommun
- Höörs kommun
- Kävlinge kommun
- Landskrona kommun
- Lomma kommun
- Lunds kommun
- Malmö kommun
- Sjöbo kommun
- Skurups kommun
- Staffanstorps kommun
- Svalövs kommun
- Svedala kommun
- Trelleborgs kommun
- Vellinge kommun
- Ystads kommun

## Politik i Malmöhus läns landsting

### Mandatfördelning i valen 1916–1966
| 24 | 16 | 55 |

| 21 | 4 | 13 | 45 |

| 35 | 10 | 10 | 19 |

| 73 |

| 38 | 14 | 5 | 19 |

| 73 |

| 36 | 19 | 7 | 13 |

| 74 |

| 39 | 20 | 5 | 11 |

| 74 |

| 41 | 19 | 3 | 11 |

| 73 |

| 43 | 15 | 5 | 9 |

| 69 |

| 44 | 14 | 3 | 11 |

| 67 |

| 40 | 19 | 7 | 8 |

| 69 |

| 41 | 19 | 10 | 4 |

| 70 |

| 40 | 13 | 13 | 12 |

| 73 |

| 40 | 15 | 7 | 16 |

| 73 |

| 51 | 16 | 13 | 16 |

| 85 |

|  | 50 | 13 | 16 | 18 |

### Mandatfördelning i valen 1970–1994
| 51 | 22 | 15 | 14 |

|  | 52 | 30 | 7 | 18 |

| 49 | 26 | 13 | 21 |

|  | 47 | 18 | 13 | 27 |

|  | 51 | 16 | 7 | 31 |

|  | 48 | 12 | 15 | 31 |

|  | 47 | 7 | 12 | 13 | 27 |

| 41 |  | 10 | 12 | 6 | 36 |

|  | 52 | 5 | 9 | 8 | 31 |